# Lori Freedman
Lori Anne Freedman (Toronto, 1958) is een Canadese basklarinettiste en componiste, die actief is op het gebied van hedendaagse muziek, improvisatiemuziek en elektro-akoestische muziek.

## Biografie
De dochter van de componist Harry Freedman en de zangeres Mary Morrison studeerde van 1977 tot 1981 klarinet aan de Universiteit van Toronto. Ze nam ook deel aan de Academy of Woodwinds in het Banff Centre for the Arts. Na het afronden van haar studie volgde ze verdiepende lessen bij Pauline Oliveros (1981), Joaquim Valdepenas (1983-84) en Harry Sparnaay aan het Sweelinck Conservatorium in Amsterdam.
Na met verschillende symfonieorkesten in Canada opgetreden te hebben, werd ze in 1985 lid van de uitvoeringsgroep Stichting Schnauzer, met wiens stuk Johan ze op tournee ging door Europa. Ook speelde ze in het Koninklijk Concertgebouw in een groep voor hedendaagse muziek onder leiding van Mauricio Kagel.
In 1986 keerde ze terug naar Canada, waar ze als basklarinettiste speelde in het Winnipeg Symphony Orchestra, het Vancouver Symphony Orchestra en het CBC Vancouver Orchestra. In 1987 richtte ze Thira op, een groep voor hedendaagse muziek, met Mary Jo Carrabré, Therese Costes, George Meanwell, Victor Schultz, Michael Matthews en Laurel Ridd. In 1989 werd ze lid van het 5e Species-blaaskwintet (met Anne Thompson, Libby Van Cleve, Shannon Peet en James Sommerville).
Vanaf 1990 werkte ze met verschillende groepen voor nieuwe muziek- en danstheaterprojecten in Toronto. Met danseres Lola MacLaughlin speelde ze in het stuk Smudge in Toronto, Ottawa en Montreal. Ze speelde ook regelmatig hedendaagse muziek n Amsterdam en vormde een duo met jazzsaxofonist Graham Ord.
Andere groepen die Freedman oprichtte waren Urge (1991, met Marie-Josée Chartier, Lisa Karrer, Fides Krucker, Linda Catlin Smith en Marìa Alejandra Nùñez-Robert) en het duo Queen Mab met pianiste Marilyn Lerner, met wie ze twee albums opnam en optrad in de Flying Bulgar Klezmer Band. In 2002 werd dit duo uitgebreid met de Nederlandse altviolist Ig Henneman tot het Queen Mab Trio. Op het Du Maurier New Music Festival in Winnipeg speelde ze in 1995 het klarinetconcert van John Corigliano. Meer dan 30 componisten schreven stukken voor de basklarinettist.
In 1997 richtte ze V.I.E.W. op (het Vancouver Improvising Ensemble of Women) met Peggy Lee, DB Boyko, Karen Graves, Marilyn Lerner en Lauri Lyster, een hedendaags en improviserend muziekensemble. In datzelfde jaar trad ze op in Amsterdam met het Ig Henneman Tentet en componeerde en speelde ze de muziek voor Brent Lotts dansstuk His Banner Over Me. In 1998 ontving ze de Freddie Stone Award. Het jaar daarop kwam haar eerste soloalbum Huskless uit.
In 2000 componeerde en speelde Freedman de muziek voor Katie Ducks dansstuk Amour, dat werd uitgevoerd op het Festival International New Dance in Freiburg. Tijdens een verblijf van drie maanden in Amsterdam in 2001 speelde ze composities van Louis Andriessen en Misha Mengelberg en trad ze op met Maggie Nicols, Luc Houtkamp, Ab Baars, Kaffe Matthews en Ig Henneman.
Na haar terugkeer in Canada vormde ze het Lori Freedman Trio met Nicolas Caloia en Danielle Pallardy Roger. Sinds 2002 doceert ze basklarinet aan de McGill-universiteit. In hetzelfde jaar kwam haar tweede soloalbum À un moment donné uit. Met Henneman werd Queen Mab in 2002 uitgebouwd tot een improvisatietrio, dat ook meerdere keren door Europa toerde en speelde op internationale festivals zoals het Festival International de Jazz de Montréal. Ze trad ook op met Joëlle Léandre, Rohan de Saram en Rajesh Mehta.
In 2017 werd Freedman gekozen in de Royal Society of Canada.

## Discografie
- 1997: Queen Mab: Barbies Other Shoe
- 1998: Ig Henneman: Indigo, met Tristan Honsinger, Han Buhrs, Theo Jörgensmann, Steve Argüelles
- 1999: Huskless, soloalbum
- 2000: Queen Mab: Close
- 2002: À un moment donné, soloalbum
- 2005: Queen Mab Trio: See Saw
- 2006: 3, met Nicolas Caloia, Jean Derome, René Lussier, Danielle Palardy Roger, Martin Tétreault, Rainer Wiens
- 2006: Dix situations précaires, met James Darling, Gabriel Dionne, Diane Labrosse
- 2006: Queen Mab Trio: Thin Air
- 2008: Plumb, met Scott Thomson
- 2009: Bridge, soloalbum
- 2013: On No On, met John Heward
- 2018: Solor, soloalbum
- 2019: Excess, soloalbum
- 2022: Grace 2021, met Guylaine Cosseron
- 2022: Amber: Amber, met Scott Thomson
- 2022: BeingFive: BeingFive, met Axel Doërner, Andrea Parkins, Yorgos Dimitriadis, Christopher A Williams
- 2023: Mercury: Skin, met Nicolas Caloia

### Composities
- 1992: Gahn-Ga-Du, duo voor basklarinet en sopraansaxofoon
- 1993: Scuse Me-WHAT???!!! voor basklarinet solo
- 1996: No Man's Clan voor vijf basklarinetten
- 1996: Welcome Back voor piano en klarinet
- 1997: 911 voor soloklarinet en dans
- 1997: One And voor basklarinet en dans (voor de danseres Ruth Cansfield)
- 1999: I Went By A Clean Name voor soloklarinet (voor een dansvideo van Brent Lott)
- 1999: Another Time, elektroakoestische muziek voor basklarinet en computer
- 1999: Comfort is Not an Issue voor basklarinet en piano
- 1999: Wachet voor rock-kwintet
- 2002: Tatu voor soloklarinet
- 2002: Trois Dedans Sept voor septet